# 富園力也
富園 力也（とみぞの りきや、1998年9月16日 - ）は、日本の俳優、声優。兵庫県出身。arc U所属。

## 来歴
学生時代将来の夢を持てず過ごしていたが、小栗旬の出演映画を見て憧れを抱き、今度は夢を与える側になるため日本一の映画俳優を目指して兵庫県から単身上京した。
2018年、日本テレビ放送の『キミモテロッジ～家づくりで声優オーディション!?〜』にて声優デビュー予定として選抜された5人組ユニットハイスクールチルドレンにて活動。
2019年、VOYZ ENTERTAINMENT所属に伴い、VOYZ BOYとの兼務を発表。
2023年5月10日、契約終了により株式会社VOYZ ENTERTAINMENTを退所。
翌日2023年5月11日、グループメンバーでダンス&ボーカルグループUNiFYを立ち上げ活動中。
2023年9月から2024年8月まで放送された『仮面ライダーガッチャード』の鶴原錆丸 役に抜擢。
ドラマや舞台から声優、ダンス&ボーカルまで幅広く活動している。

## 人物
- 趣味はご飯を食べることやFPSゲーム。
- 特技は絵を描くこと（水彩画）・ダンス。[8]TikTokやInstagram、YouTubeの動画編集も自身で行っている。
- 特技である水彩画は、所属グループであるUNiFYの楽曲「BlueRose」「Move」のジャケットや自身のファースト写真集「リキヤノミリョク」の中でも披露している。
- 好きな食べ物は肉（ステーキ）、海鮮（なまこ、生牡蠣、はまちなど）。クレープ等がっつけるもの。最後の晩餐で食べたいのは、がっつり系のステーキ。
- MBTIはENFP（広報運動家）。
- 三兄弟の長男。名前の由来は「力を以って周りの人を守る也」であり、その由来通り周りの人やファンを守れる存在になりたいと発言している。
- 小学4年生のときに父親の知り合いからもらったヨットの帆を使った財布を愛用している。当時もらったものは古くなってしまい、現在は見かねた弟からもらった色違いのものを使用している。[8]
- ファンネームは、自身が出演するイベントに集まりついてきてほしいという理由から「富園族[9]」としている。
- 仮面ライダーシリーズは『仮面ライダークウガ』、『仮面ライダーアギト』、『仮面ライダー龍騎』、『仮面ライダーディケイド』、『仮面ライダーW』を観ており、なかでも『龍騎』が好きであったという[2]。

## 出演

### 舞台
- Reading♥Stage「百合と薔薇」（2019年6月5日 - 16日 ※6月14日のみ出演、品川プリンスホテル クラブeX）[10] - ユウキ 役
- 脳内クラッシュ演劇「DRAMAtical Murder」（2019年12月20日 - 29日、品川プリンス ステラボール） - ノイズ 役[11]
- ガチャリコフェスティバル（2020年4月24日 - 5月10日、日本青年館ホール ※全公演中止）[12]
- 錆色のアーマ 外伝 -碧空の梟-（2021年4月15日 - 24日、品川プリンスホテル クラブeX） - 橘羽矢十 役[13]
- ミュージカル「ピオフィオーレの晩鐘」（2022年5月5日 - 15日、サンシャイン劇場） - レオ・カヴァニス 役[14]
- 脳内クラッシュ演劇「DRAMAtical Murder」フラッシュバック（2023年4月28日 - 5月7日、品川プリンス ステラボール） - ノイズ 役[15]
- 30-DELUX collaborate with UNiFY『SHAKES2024～それは夢、だが人生という永劫の物語』（2024年5月15日 - 6月9日 俳優座劇場/ABCホール/メニコンシアターAoi、アンコール公演 2024年7月11日 - 7月15日 シアターサンモール）（大阪・名古屋・アンコール公演Aチーム回出演） - 台場真仁 役[16][17][18]
- 音楽劇「無人島に生きる十六人」（2025年1月25日 - 2月2日、日本青年館ホール） - 浅野達之助 役[19]
- 「あんさんぶるスターズ！THE STAGE」-Desperate Checkmate-（2025年5月26日 - 6月1日、Kanadevia Hall / 6月6日 - 8日、箕面市立文化芸能劇場 大ホール） - 天祥院英智 役[20]

### テレビドラマ
- 俺のスカート、どこ行った?（2019年4月20日 - 6月22日、日本テレビ） - 大鳥春樹 役[21]
- 貴族誕生 -PRINCE OF LEGEND-（2019年11月28日 - 12月26日、日本テレビ） - ゲレロ 役[22]
- ボーダレス（2021年3月7日 - 5月9日、ひかりTV）
- 仮面ライダーガッチャード（2023年9月3日 - 2024年8月25日、テレビ朝日） - 鶴原錆丸[23] / 仮面ライダードレッド 役、アイザックの声[24]

### 映画
- 仮面ライダーシリーズ（東映） - 鶴原錆丸 役
  - 仮面ライダー THE WINTER MOVIE ガッチャード&ギーツ 最強ケミー★ガッチャ大作戦（2023年12月22日）[25]
  - 仮面ライダーガッチャード ザ・フューチャー・デイブレイク（2024年7月26日）[26]

### 劇場アニメ
- キミだけにモテたいんだ。（2019年） - 戸島幸太郎 役[27]

### テレビアニメ
- トライナイツ（2019年）

### ゲーム
- PRINCE OF LEGEND LOVE ROYALE（2019年3月5日 - 2022年6月30日） -  ゲレロ 役[28]

### 歌い手としての活動
- アンプリ〜 Android prince 〜（2021年5月 - 2023年1月） - 紫音[29]

### バラエティ・情報番組
- バゲット（2018年11月 - 2020年12月24日、日本テレビ） - 毎週月曜〜木曜不定期レギュラー[30]
- サンバリュ 大人が本気で遊んだら？（2019年4月21日「ドローンが鬼!? 大人の鬼ごっこ」、日本テレビ）[31]
- 全力アピール～アダムシアター～（2023年10月16日 - 20日、TBS）[32]
- お願い！ランキング presents そだてれび（2023年12月5日「恋のようなものであって きっと恋ではないなにか」 、テレビ朝日） - 佐倉ユウキ 役[33]
- お願い！ランキング presents そだてれび（2024年3月5日「恋のようなものであって やっぱり恋ではないなにか」 、テレビ朝日） - 佐倉ユウキ 役[34]

### ライブ・イベント
2018年
- 『Welcome to キミモテロッジ』”ハイスクール チルドレン” ファンミーティング（2018年12月18日、key studio）
- 超汐留パラダイス -2018WINTER-（2018年12月22日、汐留日本テレビ特設ステージ）

2019年
- 「ハイスクールチルドレン」ステージ AnimeJapan 2019（2019年3月23日、東京ビッグサイト 日テレブース）
- ハイスクールチルドレン ファンミーティング Vol.2（2019年5月10日、渋谷シダックスカルチャーホール）
- 超☆汐留パラダイス -2019 SUMMER-（2019年7月26日、特設ステージ）
- よみうりランド×ハイスクールチルドレン SUMMER SPECIAL（2019年8月6日 - 9月16日、よみうりランド内 プールWAI ステージ/よみうりランド内 太陽の広場ステージ）
- VOYZ BOY 1st Anniversary Live（2019年10月18日、Zepp DiverCity）
- 第3回 郁巳と仁愛のファン感謝イベント『しゃべり部！』～新部室！！おめでとうパーティー～（2019年10月22日、東京証券会館ホール） - 3部ゲスト

2020年
- 映画「貴族降臨-PRINCE OF LEGEND」完成披露試写会&ファンミーティング（2020年2月12日・13日、代々木第一体育館）
- ハイスクールチルドレン オンラインファンミーティング（2020年7月17日、配信のみ）
- VOYZ BOY LIVE 2020 revenge『ARRIVAL OF VOYZ BOY』（2020年8月23日、渋谷公会堂、配信のみ）

2021年
- VOYZ BOY LIVE 2021 -Spark-（2021年9月20日、舞浜アンフィシアター）
- モテディアン・ナイト（2021年10月31日、星陵会館）
- ハイスクールチルドレン 生配信企画 3年間応援ありがとうお見送り会（2021年11月30日、恵比寿ビジネスタワー 特設会場）
- Android Prince 無観客オンラインライブ（2021年12月11日、配信のみ）
- VOYZ BOY ファンミーティング2021（2021年12月19日、恵比寿ビジネスタワー 特設会場）
- VOYZ BOY 年末フリーライブ（2021年12月28日、クラブチッタ川崎）

2022年
- VOYZ BOY 新年大カラオケ大会 DAY2（2022年1月21日、神田明神ホール）
- VOYZ BOY LIVE 2022 ～Stories～（2022年2月20日、Zepp Haneda）
- Android Prince 有観客ライブ（2022年3月5日、神田明神ホール）
- VOYZ BOY colorful tour in OSAKA（2022年4月3日、梅田クラブクアトロ）
- cookpad Live『#ボイボイトレンドメシ』（2022年5月29日、cookpadLive cafe表参道）
- VOYZ BOY LIVE 2022 -colorful- アフタートークEVENT（2022年7月23日）
- EXIA Presents KANSAI COLLECTION AUTUMN & WINTER（2022年8月4日、京セラドーム）
- Android Prince 2nd Live Flowering ～spreading root's～（2022年9月4日、渋谷WWWX）
- FASHION LEADERS 2022（2022年9月24日、なんばHatch）
- VOYZ BOY AWARD 2022 in OSASA（2022年12月28日、梅田クラブクアトロ）

2023年
- VOYZ BOY 新年大カラオケ大会 2023（2023年1月10日、SHIBUYA PLEASURE PLEASURE）
- VOYZ BOY LIVE 2023 in SHINAGAWA vol.0（2023年2月3日、品川インターシティホール）
- VOYZ BOY LIVE 2023（2023年3月18日、神奈川県民ホール）
- UNiFY 新グループお披露目会（2023年6月3日、アリオ橋本）
- フィリピンエキスポ2023 in 東京（2023年6月10日・11日、東京都立上野恩賜公園噴水前広場）
- とちぎ韓流フェスティバル2023（2023年6月24日、栃木県総合文化センター）
- UNiFYファンミーティングVol.1（2023年7月8日、浜離宮朝日小ホール）
- UNiFY特別ミニライブ＆特典会inアリオ橋本（2023年7月22日、アリオ橋本）
- V fes〜EP2〜（2023年7月29日、KANDA SQUARE HALL）
- UNiFY summer tour 2023（2023年8月28日、アリオ橋本店1F屋内イベント会場 / 2023年8月31日、よみうりランド 太陽の広場）[35]
- 『仮面ライダーガッチャード』出演俳優トークショー（2023年9月10日、東映太秦映画村・パディオス3F 多目的ホール）[36]
- 富園力也 Birthday Event 2023（2023年10月1日、ベルサール 虎ノ門）[37]
- UNiFYファンミーティングVol.3（2023年10月9日、横浜市旭公会堂）[38]
- ユニハロ2023 in アリオ川口（2023年10月31日、アリオ川口 1Fセンターコートステージ）[39]
- 学生ランウェイ-GAKUSEI RUNWAY 2023-（2023年12月10日、なんばHATCH）[40]
- UNiFY Winter「ゆにうぃん」UNiFY SP イベント（2023年12月23日、品川インターシティホール）[41]

2024年
- SDGs推進 TGC しずおか 2024（2024年1月13日、ツインメッセ静岡 北館大展示場）[42]
- JAPAN EXPO THAILAND 2024（2024年2月2日-2024年2月4日、バンコク・セントラルワールド）[43]
- 超英雄祭 KAMEN RIDER × SUPER SENTAI LIVE & SHOW－2024－（2024年2月7日、横浜アリーナ）[44]
- UNiFY 1st ONEMAN『Super UNiSON』（2024年4月14日、渋谷ストリームホール）[45]
- 富園 力也 1st calendar 発売記念イベント（2024年4月21日、池袋AK イベントスペース）[46]
- 仮面ライダーガッチャード ガッチャンコFESTIVAL!!（2024年5月3日 - 4日 ※5月4日のみ出演、グランドプリンスホテル新高輪）[47]
- 「仮面ライダーガッチャード Blu-ray COLLECTION1」発売記念オリジナルスピンオフ「我ら3年G（ガッチャ）組」episode１＆2上映イベント（2024年6月15日、T・ジョイ SEIBU 大泉）[48]
- UNiFY 一周年ライブ 1st株主総会「U + u」（2024年6月28日、神田スクエアホール）[49]
- UNiFY 1st CALENDAR 2025 サイン会（2024年7月20日 グレースバリブラン 秋葉原、2024年8月18日・24日 オンラインサイン会）[50]
- テレビ朝日・六本木ヒルズ夏祭りSUMMER STATION ヒーローショー／夏映画スペシャルイベント（2024年7月25日、六本木ヒルズSUMMER STATION LIVE アリーナ）[51]
- Visvilaa presents 〜Powerd by TV Live Rec〜（2024年7月27日、Lumine 0）[52]
- 出張UNiFY 夏の日本どさ回りツアー（2024年7月28日‐2024年10月27日 全10公演）[53]
- 出張UNiFY 夏の日本どさ回りツアー大特典会（2024年8月3日 御茶ノ水トライエッジカンファレンス）[54]
- お台場冒険王2024 夜な夜なプロジェクト番組イベント（2024年8月18日、フジテレビ本社屋 １Fフジテレビ広場）[55]
- マイナビ TGC 2024 A/W（2024年9月7日、さいたまスーパーアリーナ）[56]
- 富園力也ファースト写真集 発売記念イベント（2024年9月21日 HMVエソラ池袋イベントスペース、2024年9月29日 TSUTAYA EBISUBASHI イベントフロア）[57]
- UNiFY定期公演「UNiFYらしく！」（2024年9月25日、10月10日、10月24日、11月14日、11月28日、12月12日「S Night Club」MAGNET by SHIBUYA109）[58]
- STARRZ TOKYO（2024年9月26日、品川区立総合区民会館きゅりあん）[59]
- 仮面ライダーガッチャード ファイナルステージ（2024年9月28日 オリックス劇場、2024年10月5日 福岡サンパレス、2024年10月12日 刈谷市総合文化センター大ホール、2024年10月19日 - 20日 昭和女子大学人見記念講堂）[60]
- SWISH 2024 AUTUMN SHIBUYA day1（2024年10月8日 club asia）[61]
- 名古屋二十歳コレクション（2024年10月14日 津島文化会館 大ホール）
- 富園力也"写真集ファン感謝祭"オンライン特典会（2024年10月21日、10月29日）[62]
- フィリピンEXPO「歌と踊りの祭典」in亀有リリオパーク（2024年11月3日 葛飾区立亀有リリオパーク）[63]
- SWISH 2024 autumn（2024年11月10日（2部のみ） club asia）[64]
- BOYS FILE FESTIVAL 2024（2024年11月11日 Zepp Shinjuku）[65]
- MASH PARK PROJECT 2024（2024年11月16日 マッシュホールディングス）[66]
- あいじゃん FUJI-Q fes!!（2024年11月17日  富士急ハイランドセントラルパーク）[67]
- 富園力也"写真集ファン感謝祭"トークイベント（2024年11月24日 日仏会館ホール）[68]
- ゆにうぃん！2024 in アリオ橋本　スペシャルイベント（2024年12月14日、アリオ橋本店）[69]
- ゆにうぃん2024 UNiFY Christmas LIVE！（2024年12月20日 川崎CLUB CITTA'）[70]
- Z-vibe@日比谷野外音楽（2024年12月21日 日比谷野外音楽堂）[71]
- ゆにうぃん2024アフタートーク＆年末uu大感謝大特典会！！（2024年12月26日「S Night Club」MAGNET by SHIBUYA109）[72]

2025年
- UNiFY THE FiRST PENGUiN（2025年1月17日 豊洲PIT）[73]
- UNiFYバレンタインスペシャルLIVE！＆バレンタイン大特典会（2025年2月14日 浅草花劇場）[74]
- Vシネクスト「仮面ライダーガッチャード GRADUATIONS／ホッパー１のはるやすみ」初日舞台挨拶付上映（2025年2月21日 新宿バルト9）[75]
- ザテレビジョンPresents "NEW VISION!"（2025年2月22日 ところざわサクラタウン ジャパンパビリオン ホールA）[76]
- TVA卒業制作公演「Get Ready With U」（2025年2月21日 unravel tokyo）[77]
- ホワイトデースペシャルLIVE！＆ホワイトデー大特典会（2025年3月14日 浅草花劇場）
- HANA・BIYORI × UNiFY大特典会（2025年3月24日 よみうりランド HANA・BIYORI）[78]
- FC限定公開収録「UNiFYの毎度お騒がせします！」（2025年4月4日、4月14日「S Night Club」MAGNET by SHIBUYA109）
- フィリピンEXPO さくら祭り2025in綾瀬（2025年4月6日 東京都立東綾瀬公園）
- ボーイズグループ対抗 春の体力まつり（2025年4月12日 有明アーバンスポーツパーク）[79]
- Oshi fes in IKEBUKURO（2025年4月13日 池袋西口公園野外劇場 GLOBAL RING）[80]
- UNiFY SPRING LIVE！（2025年4月20日 新宿ACB HALL）[81]
- 肉フェス 2025 TOKYO（2025年4月30日 肉フェスお台場特設ステージ）[82]
- UNiFY ONEMAN LIVE "YANKEE REViVAL"（2025年5月17日 西池袋W:IKE329）[83]
- 新音楽フェス 「LOVE at FIRST SIGHT」（2025年6月13日 Zepp Fukuoka）[84]
- BRAVESONIC（2025年6月19日 KT Zepp Yokohama）[85]
- UNiFY 2nd 株主総会（2025年6月28日 ところざわサクラタウンジャパン パビリオン ホールA）[86]
- UNiFY 2nd 株主総会 あふたーとーく（2025年6月29日 浜離宮朝日ホール）[87]
- ICONIC MOMENTS FES！ Suppored by ZIP-FM（2025年7月6日 COMTEC PORTBASE）[88]
- スペシャルイベント（2025年7月26日 よみうりランド内プールWAI波のプールステージ）[89]
- UNiFY STAGE PHOTO ALBUM 『LUMiNOUS』 サイン会（2025年7月27日 カプリース青山）[90]
- UNiFY 1stアルバム『平成37年』リリースイベント（2025年8月1日‐2025年8月31日 福岡・愛知・名古屋・横浜・東京・大阪・仙台・佐野）[91]
- UNiFY 1st Album Tour ― 平成37年 —（2025年9月6日‐2025年11月23日 全9公演）[91]
- 富園力也 Birthday Event 2025（2025年9月28日 TUNNEL TOKYO）[92]

### WEB配信
- カラオケしようよ♪LAST SUMMER SPECIAL！（2020年8月28日配信）ゲスト
- 【24時間配信】UNiFY 全力!24時間TV（2023年9月8日 - 2023年9月9日配信）[93]
- 脱出UNiFY〜uu、僕たちを助けてくれ‼︎〜（2024年3月24日配信）[94]
- 藤井貴彦のふるまい酒 第２回：野沢温泉蒸留所 のお酒を呑み比べ！（2024年6月30日配信）ゲスト[95]
- NATSLIVE「UNiFYグルメプラネット」（2024年9月8日公開Live配信 NATSLIVE CAFE 表参道）
- au PAY マーケット ライブTV「UNiFYの胸キュン劇場へようこそ」（2024年9月26日配信）
- ニコニコチャンネルレギュラー番組「残業UNiFY」（2024年10月31日‐ 配信）
- 【24時間配信】目指せ豊洲PIT！UNiFY 全力！24時間TV 2025（2025年1月4日 - 2025年1月5日配信）
- NATSLIVE「UNiFYグルメプラネット」（2025年4月17日公開Live配信 NATSLIVE CAFE 表参道）
- NATSLIVE「UNiFYグルメプラネット」（2025年7月31日公開Live配信 NATSLIVE CAFE 表参道）[96]

### ラジオ
- UNiFYのユニラジ（2024年1月5日 - FM-FUJI）
- Evening Pass（2024年8月21日  REDS WAVE）ゲスト
- maido＠station（2024年9月13日  YES-fm）ゲスト
- #さえのわっふる（2024年9月19日  RKBラジオ）ゲスト
- maikoとジョニ男のめちゃトラサンデー（2025年1月12日  FM-FUJI）ゲスト
- HERO GATE（2025年2月25日  福岡FMラジオ局LOVE FM）ゲスト

### オリジナルビデオ
- 我ら3年G（ガッチャ）組（2024年4月10日・8月7日） - 鶴原錆丸 / 飼育委員長 役
- 仮面ライダーガッチャード GRADUATIONS（2025年6月11日、東映ビデオ） - 鶴原錆丸 役[97]

## 作品

### 写真集
- リキヤノミリョク（幻冬舎コミックス 2024年9月16日:初版） ISBN 4344854691,9784344854697

### 配信限定曲
| 発売日         | 商品名                             | 歌                       | 楽曲 | 備考                                                           |
| 2019年         | 2019年                             | 2019年                   | 2019年 | 2019年                                                         |
| -------------- | ---------------------------------- | ------------------------ | --- | -------------------------------------------------------------- |
| 2019年10月30日 | 愛の鎖                             | ハイスクールチルドレン   | 1. 愛の鎖 2. ハイスクールプリンセス | 劇場アニメ『君だけにモテたいんだ。』サウンドトラックシングル   |
| 2019年10月30日 | キミだけにモテたいんだ。           | 小田原城星高校モテメン部 | 1. ハイスクールプリンセス | 劇場アニメ『キミだけにモテたいんだ。』主題歌                   |
| 2020年         |                                    |                          | |                                                                |
| 2020年4月29日  | ARRIVAL OF VOYZ BOY                | VOYZBOY                  | 1. ARRIVAL/overture 2. 僕等の世界 3. 夏の花束 4. NEVER GIVE UP」 5. 僕等のアンチテーゼ/interlude 6. YES or NO 7. あの日見た空 8. PRETTY SPIDER 9. Starting Over |                                                                |
| 2021年         |                                    |                          | |                                                                |
| 2021年3月3日   | GALAXY/ Re-write                   | VOYZBOY                  | 1. GALAXY 2. Re-write 3. beautiful star 4. 手をつなごう |                                                                |
| 2021年11月24日 | Spark                              | VOYZBOY                  | 1. Spark 2. Daydream 3. Think of you |                                                                |
| 2024年         |                                    |                          | |                                                                |
| 2024年9月4日   | 仮面ライダーガッチャード SONG BEST | キッチンいちのせ連合     | ガッチャ！レッツゴー！ | 特撮テレビドラマ『仮面ライダーガッチャード』キャラクターソング |
| 2024年9月4日   | 仮面ライダーガッチャード SONG BEST | ガッチャオールスターズ   | 「CHEMY×STORY Gotca Version」 | 特撮テレビドラマ『仮面ライダーガッチャード』関連曲             |
| 2025年         |                                    |                          | |                                                                |
| 2020年8月28日  | 平成37年                           | UNiFY                    | 1. mellow mellow 2. リアコ 3. もういいかい？ 4. 働きたく内閣アルバムREMIX 5. ビバホリ 6. Move 7. Delete 8. STORY                                                | ジャケット全3種（初回限定盤、ラヴバトン、コミカルヘイト）      |

| 配信日         | 歌    | タイトル             |
| -------------- | ----- | -------------------- |
| 2024年3月14日  | UNiFY | Super UNiSON         |
| 2024年3月22日  | UNiFY | Ride on              |
| 2024年3月24日  | UNiFY | 夢花火               |
| 2024年6月10日  | UNiFY | きゅん(ユニット曲)   |
| 2024年10月7日  | UNiFY | 働きたく内閣         |
| 2024年10月15日 | UNiFY | BlueRose             |
| 2024年10月17日 | UNiFY | U&u                  |
| 2024年10月19日 | UNiFY | LCA!                 |
| 2024年10月24日 | UNiFY | コイノキセキ         |
| 2024年10月28日 | UNiFY | beat up              |
| 2024年12月27日 | UNiFY | With 湯              |
| 2025年2月15日  | UNiFY | ヤキモチ(ユニット曲) |
| 2025年3月15日  | UNiFY | Move                 |
| 2025年5月4日   | UNiFY | Reboot               |

### ユニットメンバー
1. ↑  本島純政、松本麗世、安倍乙、富園力也
2. ↑  本島純政、松本麗世、藤林泰也、安倍乙、富園力也、宮原華音、坂巻有紗、熊木陸斗、加部亜門、福田沙紀